# Jan Mrachacz
Jan Mrachacz (* 18. Mai 1977 in Berlin-Köpenick) ist ein deutscher Schauspieler.

## Leben
Einem breiten Publikum wurde er bekannt durch die Rolle des Felix Hertel in der ARD-Vorabendserie Marienhof, die er vom 26. Januar 1995 bis 17. Februar 1997 verkörperte. Es folgten Engagements in weiteren Fernsehproduktionen, z. B. in der Serie Aus heiterem Himmel.
Mrachacz lebt in Berlin.

## Filmografie
- 1991: Unser Haus
- 1995–1997: Marienhof (als Felix Hertel)
- 1996: Aus heiterem Himmel – Hallo Daddy! (als Karsten)
- 1998: Der kleine Dachschaden
- 1999: Der Solist – Kein Weg zurück
- 1999: Einfach Klasse!